# Husslav

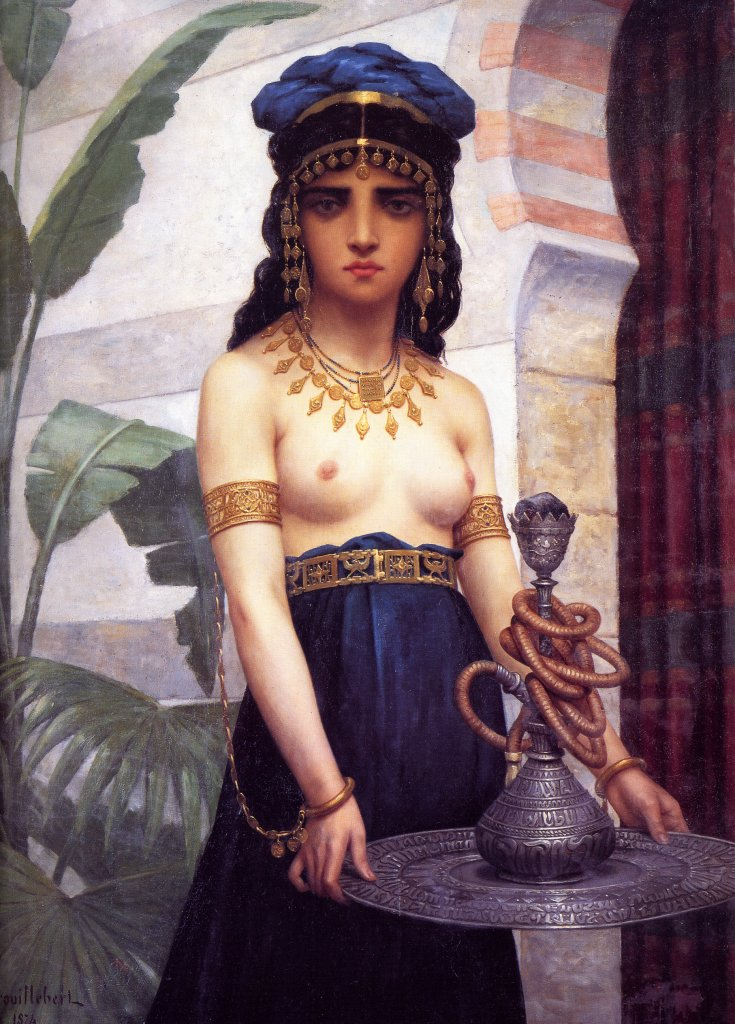
Tjänsteflicka vid haremet av Paul Trouillebert, 1874.

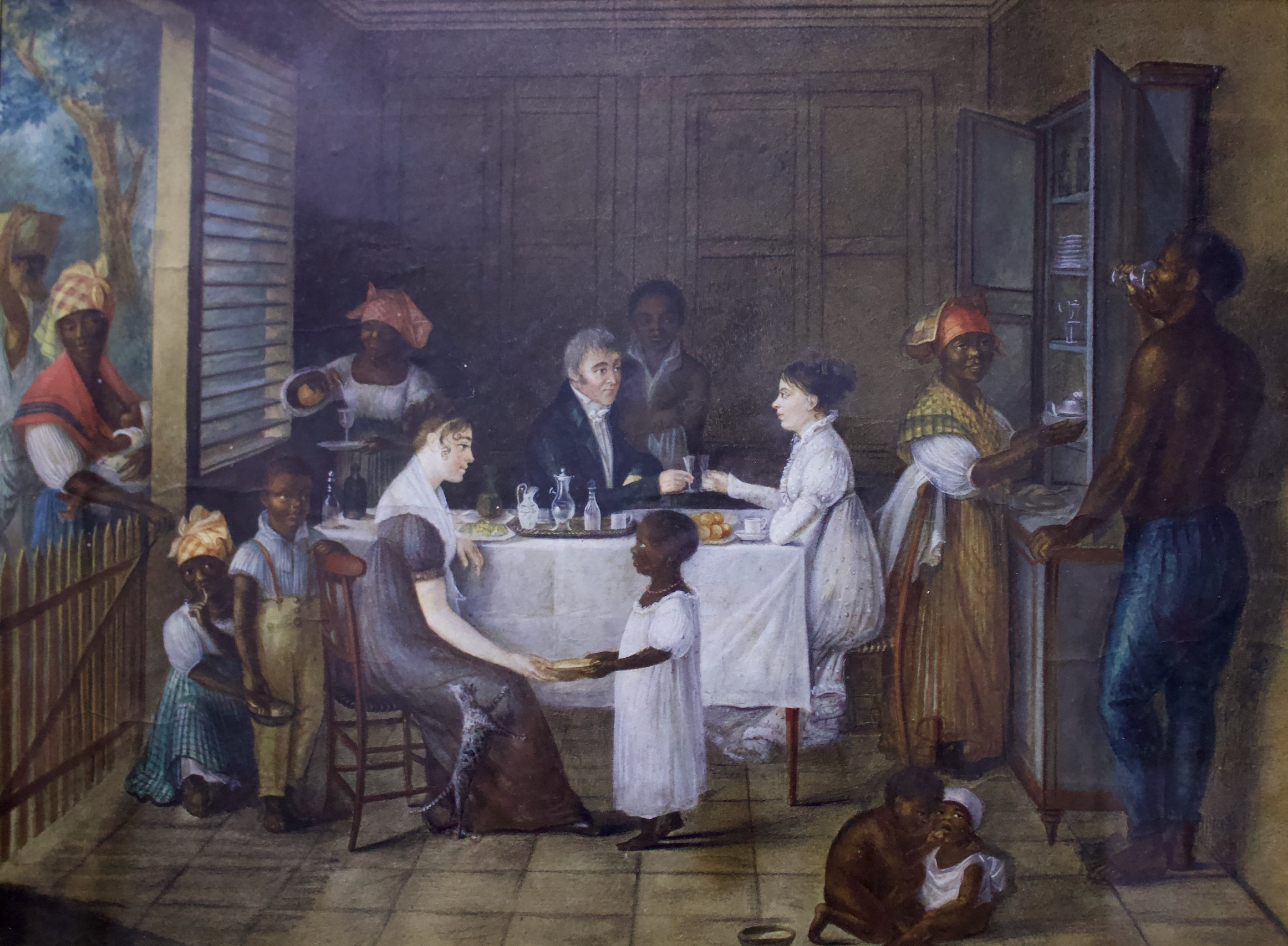
Charlotte Martner, hennes man, tjänstefolk (svarta slavar) och en gäst i en matsal i Fort-de-France i Martinique.

Husslav är en sammanfattande term för en slav som användes för uppgifter i en slavägares egen bostad. Husslavar i slavsamhällen motsvarade tjänstefolk och användes ofta för samma typ av uppgifter i hushållet som annars tillföll fria anställda tjänare, som till exempel att laga och servera mat, städa, ta hand om slavägarens kläder och barn. Husslavar tillhör historiskt sett de vanligare kategorier av slavar, då de kunde ägas även av personer som annars inte hade råd att använda sig av slavar i stor skala. 
Deras ställning har ofta studerats som en egen kategori, vid sidan av slavar som användes för grovarbeten. En husslav betraktades i allmänhet som en mer privilegierad slav, då denna oftast levde i en bättre miljö än andra slavar, och hade mindre fysiskt ansträngande uppgifter. Eftersom de levde nära inpå slavägaren, hade de större möjlighet att inte dehumaniseras utan bli betraktade som en person av slavägaren, något som kunde resultera i frigivning; samtidigt innebar den fysiska närheten till slavägaren också en större risk för direkta övergrepp och sexuellt slaveri av slavägaren personligen.

## Historik

### Antiken
Under antiken var husslavar normalt i alla kulturer runt Medelhavet. 
I Romerska riket var det normalt att äga husslavar, som kunde tilldelas en mängd olika uppgifter i hushållet och utbildas till experter på just den uppgift de tilldelades. En kvinnlig husslav kallades ancillae. 
Husslavarna tillhörde de privilegierade slavarna och det var mycket vanligt för dem att så småningom bli frigivna. De försörjde sig sedan ofta som experter på samma uppgifter de fått lära sig som husslavar, och stannade ofta kvar i hushållet som fria tjänare och utförde samma uppgifter, men i fortsättningen mot lön. 

### Mellanöstern

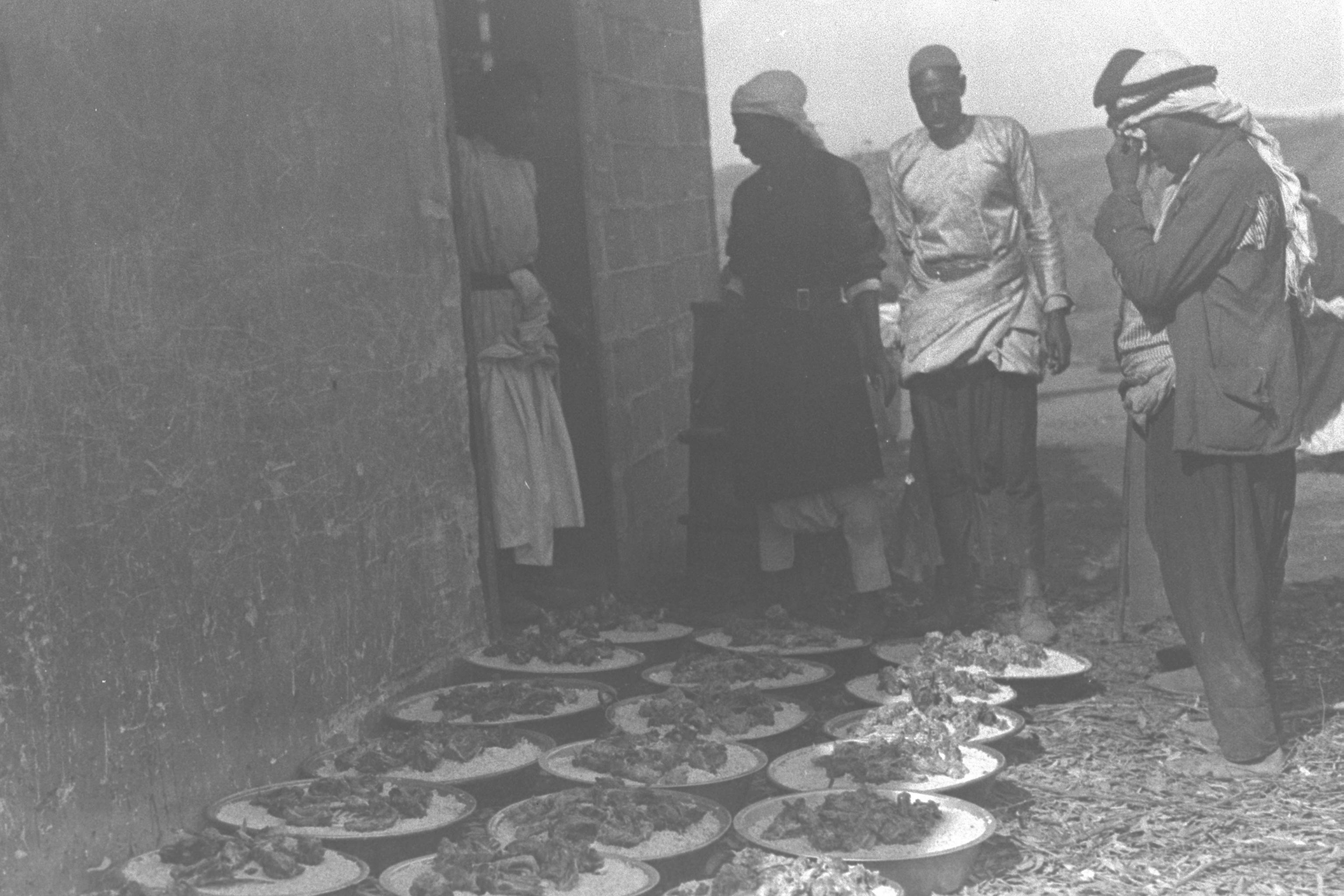
Afrikanska tjänare serverar mat vid ett arabiskt bröllop i Negev

I den muslimska världen utgjorde husslavar en av de vanligaste kategorierna av slavar ända fram till att slaveriet upphörde under 1900-talet. Islams regler om könssegregering innebar att fria kvinnor inte kunde arbeta som tjänare, samtidigt som en manlig tjänare inte kunde gå in i ett harem och se kvinnorna som levde där, vilket fick konsekvensen att kvinnor inte kunde få tjänare. Detta innebar ett dilemma som löstes genom att slavar användes som tjänare i haremen. Slavar måste vara icke-muslimer, vilket innebar att kvinnliga slavar inte behövde lyda islams könssegregering, och att manliga slavar kunde göras till eunucker. 
Manliga tjänare bestod ofta av manliga slavar som blivit eunucker och därför kunde släppas in i haremen. Eunucker kunde användas för en mängd olika uppgifter och var värdefulla slavar eftersom de fritt kunde röra sig både i den manliga och kvinnliga delen av hushållet. 
Seden att använda eunucker som tjänare (husslavar) och vakter i harem har en förebild i Muhammeds eget liv, då han använde eunucken Mabur som tjänare till sin konkubin Maria al-Qibtiyya (båda var slavar: han hade fått båda som gåvor från Egypten).
I den muslimska världen indelades kvinnliga slavar vanligen i två kategorier. Antingen köptes de för att användas för sexuellt slaveri som konkubiner av män; eller också köptes de för att arbeta som tjänare åt kvinnor. Om en slavinna hade blivit köpt och ägdes av en kvinna, var det förbjudet för kvinnans man att ha samlag med henne. Om slavinnan däremot hade köpts och ägdes av mannen, kunde han enligt islamisk lag ha samlag med henne även om hon arbetade som piga åt hans hustru. Kvinnliga husslavar var ofta före detta konkubiner, och det var vanligt att de både arbetade som husslavar, och samtidigt utnyttjades sexuellt. 
Slavflickor som köptes in till de kungliga haremen fick ofta arbeta som husslavar i början, medan några av dem sedan kunde väljas ut att bli kunglig konkubin, och det var vanligt för muslimska kungahus att använda konkubiner för att avla arvingar; i sådana fall blev barnet rutinmässigt erkänt av fadern, vilket innebar att barnet föddes fritt och modern blev umm walad och automatiskt fri vid sin slavägares död. 
En kvinnlig husslav kallades odalisk. Kvinnliga slavar blev normalt inte frigivna såvida de inte konverterade till islam och sedan blev bortgifta med en muslim.
När slaveriet i Osmanska riket formellt avskaffades genom 1889 års Kanunname fortsatte tidigare kvinnliga husslavar att arbeta som tjänare. De kunde dock avskedas lättare, vilket skapade en klass av fria tjänsteflickor. Den arbetsförmedling som skapades 1908, Hizmetçi İdaresi, beskrivs dock i praktiken som en slavmarknad och i Konstantinopel ersatte den Avret Pazari, sedan denna stängts genom Disestablishment of the Istanbul Slave Market.

### Amerika
I slaveriet i USA, Västindien och Latinamerika rådde skarpa gränser mellan husslavar och andra slavar, som ofta hade rasistiska undertoner. 
I USA indelades slavar i kategorierna "house negro" och "field negro", det vill säga husslavar och jordbruksslavar, och denna kategorisering finns benämnd så tidigt som 1711, då termen husslav först finns dokumenterad.
I det rasistiska slaverisystemet i USA var det vanligt att slavar behandlades olika på grund av deras hudfärg, och det var oftast slavar med ljusast hy som valdes ut att bli husslavar. Husslavar, som arbetade i slavägarens personliga närhet, utsattes ofta för sexuella övergrepp av denna. Deras barn fick sedan även de arbeta som husslavar, och gynnades ibland underförstått för att de var släkt med vita personer genom att ges lättare arbetsuppgifter. 
Husslavar utgjorde en relativt sett privilegierad kategori av slavar. De betraktades som slavar av högre status, och såldes ofta för högre pris på slavmarknaden. De övervakades direkt av slavägaren personligen snarare än av en uppsyningsman, hade lättare arbetsuppgifter, bättre kläder, bodde ofta i bättre bostäder på avstånd från resten av slavarna, och det nämns att de fick bättre mat än jordbruksslavar. 
Det var vanligare att en husslav frigavs än att en jordbruksslav blev det, då en av de vanligaste kategorierna slavar som en slavägare valde att frige, ofta var sina egna barn med en husslav.